# Équipe d'Argentine de Coupe Davis
L'équipe d'Argentine de Coupe Davis créée en 1921 représente l'Argentine à la Coupe Davis. Elle est placée sous l'égide de la Fédération argentine de tennis.

## Historique

### Titre
- 2016 : Carlos Berlocq, Federico Delbonis, Juan Martín del Potro, Leonardo Mayer, Juan Mónaco, Renzo Olivo, Guido Pella

### Finales

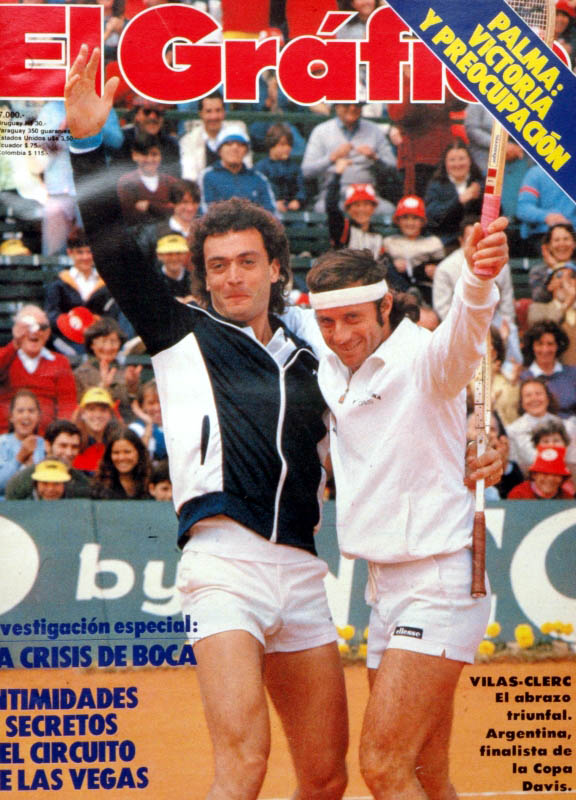
José Luis Clerc et Guillermo Vilas après leur demi-finale victorieuse en 1981.

- 1981 : Ricardo Cano, José Luis Clerc, Guillermo Vilas

Aux États-Unis sur synthétique en salle José Luis Clerc bat Roscoe Tanner mais John McEnroe gagne ses deux simples, il bat José Luis Clerc et Guillermo Vilas et le double (avec Peter Fleming) contre José Luis Clerc et Guillermo Vilas. 1 - 3. Ricardo Cano a joué un match sans enjeu non terminé en quart de finale.
- 2006 : José Acasuso, Agustín Calleri, Juan Ignacio Chela, David Nalbandian

En Russie sur synthétique en salle David Nalbandian gagne ses deux simples contre Marat Safin et Nikolay Davydenko mais perd le double qu'il joue avec Agustín Calleri contre Marat Safin / Dmitri Toursounov, Juan Ignacio Chela perd son simple contre Nikolay Davydenko et José Acasuso perd le 5e matchs le simple décisif contre Marat Safin. 2 - 3
- 2008 : José Acasuso, Agustín Calleri, Guillermo Cañas, Juan Martín del Potro, Juan Mónaco, David Nalbandian

En Argentine sur dur en salle, donné favori car chez eux ils choisissent une surface rapide pour pouvoir battre Rafael Nadal (no 1 ATP) car David Nalbandian l'a battu 2 fois sur cette surface 6-1, 6-2 et 6-4, 6-0 dans leurs deux seuls confrontations un an plus tôt, mais celui-ci ne vient pas à cause d'une blessure, les supporters espagnol rendent leurs billets d'avions et l'argentine devient largement favorite. David Nalbandian bat facilement David Ferrer (joueur de terre battue mais au meilleur résultat sur dur, finale du Masters et demi-finale à l'US Open), ensuite le très prometteur Juan Martín del Potro en méforme en cette fin de saison perd son match contre le gaucher Feliciano López adepte du service volée et des surfaces rapides (deux quarts de finale à Wimbledon), le double attendu voit la défaite de la paire argentine composé de David Nalbandian et Agustín Calleri ce qui provoque la colère de Nalbandian de retour au vestiaire. Pour le quatrième match décisif c'est José Acasuso qui remplace Del Potro et comme en 2006 il doit se charger de sauver l'équipe en battant absolument le second gaucher, Fernando Verdasco joueur de surfaces rapides en espérant qu'ensuite David Nalbandian batte en favori Feliciano López contre qui il mène 2 à 0 dans leurs affrontements toutes deux sur surfaces rapides, mais comme la dernière fois il perd et l'Argentine perd une belle occasion de remporter le Saladier d'Argent. Guillermo Cañas a joué le double en quart et en demi tandis que Juan Mónaco a joué et gagné un simple sans enjeu en quart.
- 2011 Juan Ignacio Chela, Juan Martín del Potro, Juan Mónaco, David Nalbandian, Eduardo Schwank

L'Argentine perd une nouvelle fois la finale avec Eduardo Schwank David Nalbandian et Juan Mónaco, malgré deux beaux combats de plus de 4 heures par Juan Martín del Potro contre David Ferrer et Rafael Nadal, la victoire du double ne suffit pas, sur terre battue en Espagne le challenge était trop élevé. Juan Ignacio Chela joue le double en 1/8, 1/4 et 1/2.

## Victoire
| | Croatie | 2                                | -  | 3  | Argentine |   |   |
| --- | ------- | -------------------------------- | -- | -- | --------- | - | - |

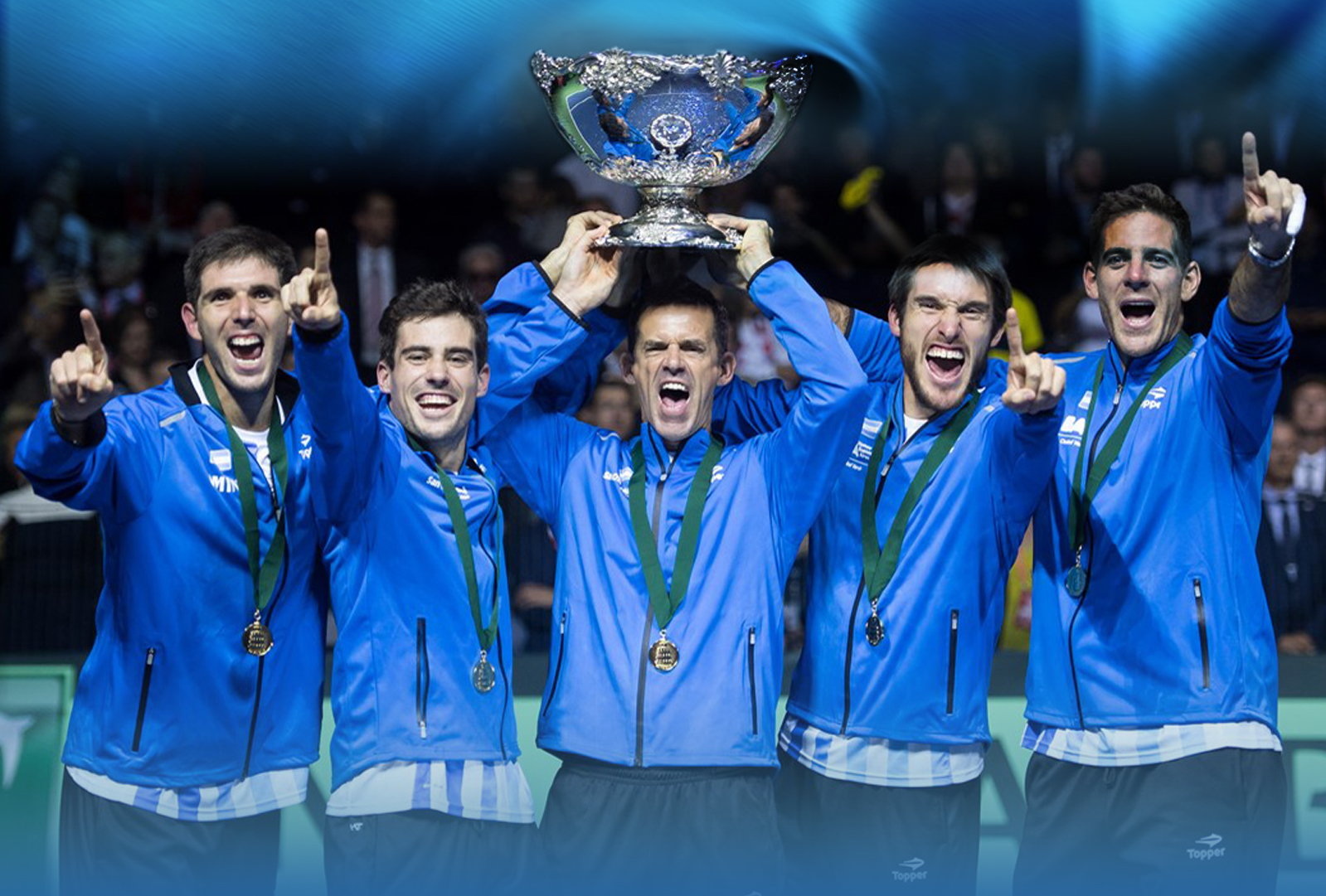
L'équipe victorieuse de 2016.

| Arena Zagreb, Zagreb, Croatie |         |                                  |    |    |           |   |   |
| du 25 au 27 novembre 2016 sur dur (int.) |         |                                  |    |    |           |   |   |
| \| 1 \| \| Marin Čilić \| 6 \| 7 \| 3 \| 1 \| 6 \| \| 1 \| \| Federico Delbonis \| 3 \| 5 \| 6 \| 6 \| 2 \| \| 2 \| \| Ivo Karlović \| 4 \| 7 \| 3 \| 5 \| \| \| 2 \| \| Juan Martín del Potro \| 6 \| 6 \| 6 \| 7 \| \| \| 3 \| \| Marin Čilić - Ivan Dodig \| 7 \| 7 \| 6 \| \| \| \| 3 \| \| J. M. del Potro - Leonardo Mayer \| 62 \| 64 \| 3 \| \| \| \| \| \| \| \| \| \| \| \| \| 4 \| \| Marin Čilić \| 7 \| 6 \| 5 \| 4 \| 3 \| \| 4 \| \| Juan Martín del Potro \| 64 \| 2 \| 7 \| 6 \| 6 \| \| \| \| \| \| \| \| \| \| \| 5 \| \| Ivo Karlović \| 3 \| 4 \| 2 \| \| \| \| 5 \| \| Federico Delbonis \| 6 \| 6 \| 6 \| \| \| \| \| \| \| \| \| \| \| \| |         |                                  |    |    |           |   |   |
| 1 |         | Marin Čilić                      | 6  | 7  | 3         | 1 | 6 |
| 1 |         | Federico Delbonis                | 3  | 5  | 6         | 6 | 2 |
| 2 |         | Ivo Karlović                     | 4  | 7  | 3         | 5 |   |
| 2 |         | Juan Martín del Potro            | 6  | 6  | 6         | 7 |   |
| 3 |         | Marin Čilić - Ivan Dodig         | 7  | 7  | 6         |   |   |
| 3 |         | J. M. del Potro - Leonardo Mayer | 62 | 64 | 3         |   |   |
| |         |                                  |    |    |           |   |   |
| 4 |         | Marin Čilić                      | 7  | 6  | 5         | 4 | 3 |
| 4 |         | Juan Martín del Potro            | 64 | 2  | 7         | 6 | 6 |
| |         |                                  |    |    |           |   |   |
| 5 |         | Ivo Karlović                     | 3  | 4  | 2         |   |   |
| 5 |         | Federico Delbonis                | 6  | 6  | 6         |   |   |
| |         |                                  |    |    |           |   |   |

## Finales
| | États-Unis | 3                               | -  | 1       | Argentine |   |    |
| --- | ---------- | ------------------------------- | -- | ------- | --------- | - | -- |
| Riverfront Coliseum, Cincinnati, États-Unis |            |                                 |    |         |           |   |    |
| du 11 au 13 décembre 1981 sur moquette en salle |            |                                 |    |         |           |   |    |
| \| 1 \| \| John McEnroe \| 6 \| 6 \| 6 \| \| \| \| 1 \| \| Guillermo Vilas \| 3 \| 2 \| 2 \| \| \| \| 2 \| \| Roscoe Tanner \| 5 \| 3 \| 6 \| \| \| \| 2 \| \| José Luis Clerc \| 7 \| 6 \| 8 \| \| \| \| 3 \| \| Peter Fleming-John McEnroe \| 6 \| 4 \| 6 \| 4 \| 11 \| \| 3 \| \| José Luis Clerc-Guillermo Vilas \| 3 \| 6 \| 4 \| 6 \| 9 \| \| \| \| \| \| \| \| \| \| \| 4 \| \| John McEnroe \| 7 \| 5 \| 6 \| 3 \| 6 \| \| 4 \| \| José Luis Clerc \| 5 \| 7 \| 3 \| 6 \| 3 \| \| \| \| \| \| \| \| \| \| \| 5 \| \| Roscoe Tanner \| 11 \| non \| \| \| \| \| 5 \| \| Guillermo Vilas \| 10 \| terminé \| \| \| \| \| \| \| \| \| \| \| \| \| |            |                                 |    |         |           |   |    |
| 1 |            | John McEnroe                    | 6  | 6       | 6         |   |    |
| 1 |            | Guillermo Vilas                 | 3  | 2       | 2         |   |    |
| 2 |            | Roscoe Tanner                   | 5  | 3       | 6         |   |    |
| 2 |            | José Luis Clerc                 | 7  | 6       | 8         |   |    |
| 3 |            | Peter Fleming-John McEnroe      | 6  | 4       | 6         | 4 | 11 |
| 3 |            | José Luis Clerc-Guillermo Vilas | 3  | 6       | 4         | 6 | 9  |
| |            |                                 |    |         |           |   |    |
| 4 |            | John McEnroe                    | 7  | 5       | 6         | 3 | 6  |
| 4 |            | José Luis Clerc                 | 5  | 7       | 3         | 6 | 3  |
| |            |                                 |    |         |           |   |    |
| 5 |            | Roscoe Tanner                   | 11 | non     |           |   |    |
| 5 |            | Guillermo Vilas                 | 10 | terminé |           |   |    |
| |            |                                 |    |         |           |   |    |

| | Russie | 3                                | - | 2 | Argentine |     |  |
| --- | ------ | -------------------------------- | - | - | --------- | --- |  |
| Olympic Stadium, Moscou, Russie |        |                                  |   |   |           |     |  |
| du 1er au 3 décembre 2006 sur moquette en salle |        |                                  |   |   |           |     |  |
| \| 1 \| \| Nikolay Davydenko \| 6 \| 6 \| 5 \| 6 \| \| \| 1 \| \| Juan Ignacio Chela \| 1 \| 2 \| 7 \| 4 \| \| \| 2 \| \| Marat Safin \| 4 \| 4 \| 4 \| \| \| \| 2 \| \| David Nalbandian \| 6 \| 6 \| 6 \| \| \| \| 3 \| \| Marat Safin-Dmitri Toursounov \| 6 \| 6 \| 6 \| \| \| \| 3 \| \| David Nalbandian-Agustín Calleri \| 2 \| 3 \| 4 \| \| \| \| \| \| \| \| \| \| \| \| \| 4 \| \| Nikolay Davydenko \| 2 \| 2 \| 6 \| 4 \| \| \| 4 \| \| David Nalbandian \| 6 \| 6 \| 4 \| 6 \| \| \| \| \| \| \| \| \| \| \| \| 5 \| \| Marat Safin \| 6 \| 3 \| 6 \| 7 \| \| \| 5 \| \| José Acasuso \| 3 \| 6 \| 3 \| 6 5 \| \| \| \| \| \| \| \| \| \| \| |        |                                  |   |   |           |     |  |
| 1 |        | Nikolay Davydenko                | 6 | 6 | 5         | 6   |  |
| 1 |        | Juan Ignacio Chela               | 1 | 2 | 7         | 4   |  |
| 2 |        | Marat Safin                      | 4 | 4 | 4         |     |  |
| 2 |        | David Nalbandian                 | 6 | 6 | 6         |     |  |
| 3 |        | Marat Safin-Dmitri Toursounov    | 6 | 6 | 6         |     |  |
| 3 |        | David Nalbandian-Agustín Calleri | 2 | 3 | 4         |     |  |
| |        |                                  |   |   |           |     |  |
| 4 |        | Nikolay Davydenko                | 2 | 2 | 6         | 4   |  |
| 4 |        | David Nalbandian                 | 6 | 6 | 4         | 6   |  |
| |        |                                  |   |   |           |     |  |
| 5 |        | Marat Safin                      | 6 | 3 | 6         | 7   |  |
| 5 |        | José Acasuso                     | 3 | 6 | 3         | 6 5 |  |
| |        |                                  |   |   |           |     |  |

| | Argentine | 1                                   | - | 3  | Espagne |   |   |
| --- | --------- | ----------------------------------- | - | -- | ------- | - | - |
| Estadio Polideportivo Islas Malvinas, Mar del Plata, Argentine |           |                                     |   |    |         |   |   |
| du 21 au 23 novembre 2008 sur dur en salle |           |                                     |   |    |         |   |   |
| \| 1 \| \| David Nalbandian \| 6 \| 6 \| 6 \| \| \| \| 1 \| \| David Ferrer \| 3 \| 2 \| 3 \| \| \| \| 2 \| \| Juan Martín del Potro \| 6 \| 62 \| 64 \| 3 \| \| \| 2 \| \| Feliciano López \| 4 \| 7 \| 7 \| 6 \| \| \| 3 \| \| Agustín Calleri - David Nalbandian \| 7 \| 5 \| 65 \| 3 \| \| \| 3 \| \| Feliciano López - Fernando Verdasco \| 5 \| 7 \| 7 \| 6 \| \| \| \| \| \| \| \| \| \| \| \| 4 \| \| José Acasuso \| 3 \| 7 \| 6 \| 3 \| 1 \| \| 4 \| \| Fernando Verdasco \| 6 \| 63 \| 4 \| 6 \| 6 \| \| \| \| \| \| \| \| \| \| \| 5 \| \| \| \| \| \| \| \| \| \| \| \| \| \| \| \| \| \| \| \| \| \| \| \| \| \| |           |                                     |   |    |         |   |   |
| 1 |           | David Nalbandian                    | 6 | 6  | 6       |   |   |
| 1 |           | David Ferrer                        | 3 | 2  | 3       |   |   |
| 2 |           | Juan Martín del Potro               | 6 | 62 | 64      | 3 |   |
| 2 |           | Feliciano López                     | 4 | 7  | 7       | 6 |   |
| 3 |           | Agustín Calleri - David Nalbandian  | 7 | 5  | 65      | 3 |   |
| 3 |           | Feliciano López - Fernando Verdasco | 5 | 7  | 7       | 6 |   |
| |           |                                     |   |    |         |   |   |
| 4 |           | José Acasuso                        | 3 | 7  | 6       | 3 | 1 |
| 4 |           | Fernando Verdasco                   | 6 | 63 | 4       | 6 | 6 |
| |           |                                     |   |    |         |   |   |
| 5 |           |                                     |   |    |         |   |   |
| |           |                                     |   |    |         |   |   |
| |           |                                     |   |    |         |   |   |

| | Espagne | 3                                   | - | 1  | Argentine |    |   |
| --- | ------- | ----------------------------------- | - | -- | --------- | -- | - |
| Stade olympique, Séville, Espagne |         |                                     |   |    |           |    |   |
| du 2 au 4 décembre 2011 sur terre battue en salle |         |                                     |   |    |           |    |   |
| \| 1 \| \| Rafael Nadal \| 6 \| 6 \| 6 \| \| \| \| 1 \| \| Juan Mónaco \| 1 \| 1 \| 2 \| - \| - \| \| 2 \| \| David Ferrer \| 6 \| 62 \| 3 \| 6 \| 6 \| \| 2 \| \| Juan Martín del Potro \| 2 \| 7 \| 6 \| 4 \| 3 \| \| 3 \| \| Feliciano López - Fernando Verdasco \| 4 \| 2 \| 3 \| \| \| \| 3 \| \| David Nalbandian - Eduardo Schwank \| 6 \| 6 \| 6 \| \| \| \| \| \| \| \| \| \| \| \| \| 4 \| \| Rafael Nadal \| 1 \| 6 \| 6 \| 7 \| \| \| 4 \| \| Juan Martín del Potro \| 6 \| 4 \| 1 \| 60 \| \| \| \| \| \| \| \| \| \| \| \| 5 \| \| \| \| \| \| \| \| \| \| \| \| \| \| \| \| \| \| \| \| \| \| \| \| \| \| |         |                                     |   |    |           |    |   |
| 1 |         | Rafael Nadal                        | 6 | 6  | 6         |    |   |
| 1 |         | Juan Mónaco                         | 1 | 1  | 2         | -  | - |
| 2 |         | David Ferrer                        | 6 | 62 | 3         | 6  | 6 |
| 2 |         | Juan Martín del Potro               | 2 | 7  | 6         | 4  | 3 |
| 3 |         | Feliciano López - Fernando Verdasco | 4 | 2  | 3         |    |   |
| 3 |         | David Nalbandian - Eduardo Schwank  | 6 | 6  | 6         |    |   |
| |         |                                     |   |    |           |    |   |
| 4 |         | Rafael Nadal                        | 1 | 6  | 6         | 7  |   |
| 4 |         | Juan Martín del Potro               | 6 | 4  | 1         | 60 |   |
| |         |                                     |   |    |           |    |   |
| 5 |         |                                     |   |    |           |    |   |
| |         |                                     |   |    |           |    |   |
| |         |                                     |   |    |           |    |   |

| 1 |  | Rafael Nadal                        | 6 | 6  | 6 |    |   |
| 1 |  | Juan Mónaco                         | 1 | 1  | 2 | -  | - |
| 2 |  | David Ferrer                        | 6 | 62 | 3 | 6  | 6 |
| 2 |  | Juan Martín del Potro               | 2 | 7  | 6 | 4  | 3 |
| 3 |  | Feliciano López - Fernando Verdasco | 4 | 2  | 3 |    |   |
| 3 |  | David Nalbandian - Eduardo Schwank  | 6 | 6  | 6 |    |   |
|   |  |                                     |   |    |   |    |   |
| 4 |  | Rafael Nadal                        | 1 | 6  | 6 | 7  |   |
| 4 |  | Juan Martín del Potro               | 6 | 4  | 1 | 60 |   |
|   |  |                                     |   |    |   |    |   |
| 5 |  |                                     |   |    |   |    |   |
|   |  |                                     |   |    |   |    |   |
|   |  |                                     |   |    |   |    |   |

| | Croatie | 2                                | -  | 3  | Argentine |   |   |
| --- | ------- | -------------------------------- | -- | -- | --------- | - | - |
| Arena Zagreb, Zagreb, Croatie |         |                                  |    |    |           |   |   |
| du 25 au 27 novembre 2016 sur dur (int.) |         |                                  |    |    |           |   |   |
| \| 1 \| \| Marin Čilić \| 6 \| 7 \| 3 \| 1 \| 6 \| \| 1 \| \| Federico Delbonis \| 3 \| 5 \| 6 \| 6 \| 2 \| \| 2 \| \| Ivo Karlović \| 4 \| 7 \| 3 \| 5 \| \| \| 2 \| \| Juan Martín del Potro \| 6 \| 6 \| 6 \| 7 \| \| \| 3 \| \| Marin Čilić - Ivan Dodig \| 7 \| 7 \| 6 \| \| \| \| 3 \| \| J. M. del Potro - Leonardo Mayer \| 62 \| 64 \| 3 \| \| \| \| \| \| \| \| \| \| \| \| \| 4 \| \| Marin Čilić \| 7 \| 6 \| 5 \| 4 \| 3 \| \| 4 \| \| Juan Martín del Potro \| 64 \| 2 \| 7 \| 6 \| 6 \| \| \| \| \| \| \| \| \| \| \| 5 \| \| Ivo Karlović \| 3 \| 4 \| 2 \| \| \| \| 5 \| \| Federico Delbonis \| 6 \| 6 \| 6 \| \| \| \| \| \| \| \| \| \| \| \| |         |                                  |    |    |           |   |   |
| 1 |         | Marin Čilić                      | 6  | 7  | 3         | 1 | 6 |
| 1 |         | Federico Delbonis                | 3  | 5  | 6         | 6 | 2 |
| 2 |         | Ivo Karlović                     | 4  | 7  | 3         | 5 |   |
| 2 |         | Juan Martín del Potro            | 6  | 6  | 6         | 7 |   |
| 3 |         | Marin Čilić - Ivan Dodig         | 7  | 7  | 6         |   |   |
| 3 |         | J. M. del Potro - Leonardo Mayer | 62 | 64 | 3         |   |   |
| |         |                                  |    |    |           |   |   |
| 4 |         | Marin Čilić                      | 7  | 6  | 5         | 4 | 3 |
| 4 |         | Juan Martín del Potro            | 64 | 2  | 7         | 6 | 6 |
| |         |                                  |    |    |           |   |   |
| 5 |         | Ivo Karlović                     | 3  | 4  | 2         |   |   |
| 5 |         | Federico Delbonis                | 6  | 6  | 6         |   |   |
| |         |                                  |    |    |           |   |   |

## Joueurs de l'équipe
Les chiffres indiquent le nombre de matchs joués

### Équipe 2016
- Horacio Zeballos
- Eduardo Schwank
- Juan Mónaco
- Leonardo Mayer
- Juan Martín del Potro
- Carlos Berlocq
- Federico Delbonis
- Diego Schwartzman
- Guido Pella
- Renzo Olivo

### Anciens joueurs notables
- José Luis Clerc
- David Nalbandian
- Guillermo Vilas